# 佐藤琴菜
佐藤 琴菜（さとう ことな、1991年5月21日 - ）は、日本のタレント、アナウンサー、元アイドルである。神奈川県出身。TCP-Artist所属。

## 人物
- THE HOOPERS(ザ・フーパーズ)の元メンバー
- 特技はアクロバット、ソフトボール。野球が大好き。

## 来歴
2013年 - 2014年
- 2013年秋 - 2014年冬にかけて風男塾弟分オーディションが開催され約5000人の中から合格する。
- 2014年5月2日、インターネットテレビ『イケスタ』において初お披露目され、THE HOOPERS(ザ・フーパーズ)のリーダー、麻琴として活動を開始した。

2014年 - 2017年
- THE HOOPERSの麻琴として活動。詳細はTHE HOOPERSを参照。

2017年
- 3月22日、神奈川・横浜スタジアムで行われたプロ野球オープン戦「横浜DeNAベイスターズ vs 東北楽天イーグルス」の始球式においてアクロバットの技を決めて投球した。[1]
- 11月29日、THE HOOPERSのSHOWROOM配信において2018年1月24日発売のシングルを持って卒業することを発表した。[2]

2018年
- 2月10日、ニコファーレにおいて『ザ・フーパーズ 過去最長LIVE!〜麻琴卒業公演〜』が行われTHE HOOPERSを卒業した。[3]
- 6月、TCP-Artistに所属し、フリーアナウンサーとして活動開始。[4]
- 7月13日、『都市対抗野球ダイジェスト』のMCに抜擢された。
- 7月29日、公式ブログを開設した。

2019年
- 10月1日、公式Twitterを開設した。

2020年
- 8月2日、交際中であった男性との結婚を報告した。[5][6]

2021年
- 2月28日、自身のSHOWROOM配信において公式ファンクラブの開設を発表した。

2022年
- 1月5日、第1子女児を出産した。[7]

## 出演
「麻琴」としての出演は「THE HOOPERS」の項を参照のこと。

### テレビ
- 都市対抗野球大会ダイジェスト（5いっしょ3ちゃんねる加盟局共同制作、2018年）MC
- 住まいの情報番組「ナイスルッキング」（YOUテレビ、2018年2月）ナビゲーター
- 今日からベイスターズ（J:COMチャンネル、2019年3月18日 - 2021年3月）MC

### ライブ・イベント
- 集まれ！sm all star!〜流星波群〜 (2019年9月8日、代官山LOOP)

元THE HOOPERSメンバー星波のファーストソロライブにサプライズゲストとして出演。
- 津野美里 佐藤琴菜 〜トークショー&ミニライブ〜 (2019年11月17日、品川J-SQUARE)

元THE HOOPERSメンバー津野美里とのライブ。
- ことみさ♡クリスマスイベント⭐︎彡（2019年12月24日、casuarise東池袋）
- ことみさ❤️チョコレートディスコ（2020年2月29日、新宿レッドノーズ）
- ことみさ♡ホワイトチョコレートディスコ（2020年3月29日、渋谷SANKAKU）

### 配信
- 『ヴェートーベン presents【佐藤琴菜 グレイテスト・ショー】 』（2021年10月16日）ゲスト